# Anne de Graaf
Anne de Graaf (San Francisco, 17 januari 1959) is een Nederlands wetenschapper en auteur. Ze houdt zich onder meer bezig met vraagstukken rondom oorlog en vrede, uitsluiting en rechtvaardigheid. Ze schreef ook jeugdboeken en romans voor volwassenen. Van haar meer dan tachtig boeken zijn er wereldwijd vijf miljoen verkocht. In 2000 heeft ze de Christy Award voor International Historical Fiction gewonnen voor Out of the Red Shadow, het laatste boek van haar Hidden Harvest-serie, en in 2007 de East European Christian Children's Book Award voor Dance Upon the Sea.
De Graaf studeerde aan de Stanford-universiteit en promoveerde in Internationale Betrekkingen aan de Universiteit van St Andrews. In haar proefschrift, Speaking Peace into Being: Voice, Youth And Agency in a Deeply Divided Society behandelde zij de impact van jongeren in landen na een conflict. Zij doceert Human Rights and Human Security en Peace Lab aan het Amsterdam University College en is Chief Diversity Officer bij de Universiteit van Amsterdam.
Naast haar werk als auteur, docent en Chief Diversity Officer heeft zij als journalist voor de nationale persclub gewerkt en als economisch vertaler voor de Nederlandse overheid. Ze is lid van de British Society of Authors in het Verenigd Koninkrijk en van de Rotary Club Westland-Polanen in Nederland.
In 2015 hield zij een TEDxAUCollege, De kinderstemmen.

## Onderscheidingen
- 2000 - Christy Award voor Out of the Red Shadow
- 2007 - East European Christian Children's Book Award, tweede prijs, voor Dance Upon the Sea